# Полководец
Полково́дец — общее название военных деятелей, командующих крупными сухопутными воинскими формированиями. Обобщающим термином для полководцев и флотоводцев является «военачальник».

## Определение понятия
Согласно «Советской военной энциклопедии», полководец определяется как «военный деятель, военачальник, умело руководящий вооружёнными силами государства или крупными воинскими формированиями (как правило, оперативно-стратегическими объединениями) во время войны, владеющий искусством подготовки и ведения военных действий». Таким образом, полководцем является не всякий военный деятель, командовавший какими-либо военными группами, а лишь командующий вооружёнными силами всего государства либо крупными воинскими формированиями — оперативно-стратегическими объединениями (в современных вооружённых силах примерами таких объединений являются фронт, военный округ, группа округов или фронтов, направление, отдельная армия, армейская группа, группа армий, воздушный флот). Аналогом полководца для военно-морских сил является флотоводец.

## Полководцы Древнего мира и Средних веков
Наиболее выдающимися полководцами древности считаются:
- Никифор II Фока
- Судья Иисус Навин
- Кир II Великий
- Александр Македонский
- Варда Фока Младший
- Ганнибал Барка
- Сципион Африканский
- Гай Юлий Цезарь
- Велизарий
- Аттила
- Халид ибн аль-Валид
- Карл Великий
- Саладин
- Ричард Львиное Сердце
- Святослав Игоревич
- Чингисхан
- Тамерлан
- Надир шах Афшар
- Шах Аббас I
- Мурад I
- Субэдэй
- Шах Исмаил Хатаи
- Дарий I

## Полководцы Нового времени
Особо богатым на появление крупных и гениальных полководцев в истории Европы было Новое время. Первым великим полководцем и крупным реформатором, создавшим новую тактическую школу (голландскую школу), был Мориц Оранский, штатгальтер Республики Соединённых провинций, сын Вильгельма I Оранского. Мориц Оранский вместе со своим двоюродным братом Вильгельмом Людвигом Нассау-Дилленбургским создал линейную тактику ведения боя, муштру современного образца, разработал схему военного подчинения, ввёл марширование в ногу, которое по сей день практикуется в армиях, военную дисциплину, а также униформу. Им была в начале 1590-х годов основана первая в мире академия подготовки офицеров. Под его началом проходили обучение военному делу немало полководцев, например, шведские фельдмаршалы Густав Горн и Леннарт Торстенссон, Якоб Делагарди, племянник Морица маршал Франции (с 1660 года — главный маршал Франции) Анри де Ла Тур д’Овернь виконт де Тюренн. Делагарди, в частности, по возвращении из Голландии вводил голландские методы ведения войны в Швеции. Система Морица Оранского послужила позже образцом для шведского короля Густава II Адольфа. В период Тридцатилетней войны (1618—1648) в качестве талантливых и выдающихся полководцев себя зарекомендовали следующие персоны: чех Альбрехт Валленштейн (1583—1634), уроженцы германских земель Иоганн Церклас Тилли (1559—1632), Христиан Брауншвейгский и Эрнст фон Мансфельд, шведский король Густав II Адольф, по прозвищу «Северный Лев» (1594—1632), французский маршал Анри де Ла Тур д’Овернь (1611—1675), виконт де Тюренн. В России в это время был известен, несмотря на молодость, 23-летний полководец Михаил Скопин-Шуйский.
Великим полководцем был польский король Ян Собеский, наголову разгромивший турок в битве при Вене. Эта победа спасла Центральную Европу от османского завоевания и положила начало длительному периоду упадка Османской империи.
В то же время, Английская революция XVII века (1642—1648) возвестила миру о появлении такого выдающегося военного деятеля, каким был Оливер Кромвель (1599—1658). А английский герцог Мальборо проявил незаурядные способности полководца в Войне за испанское наследство (1701—1714). Период национального подъема Пруссии совпал с военно-административной и полководческой деятельностью её короля Фридриха II Гогенцоллерна. В то же время, как английская революция XVII века «породила» Кромвеля, так и Великая Французская революция (1789—1799) способствовала явлению миру военного гения Наполеона Бонапарта (1769—1821). В России — Петр Салтыков, победитель Фридриха Великого в битве при Кунерсдорфе, его ученик Петр Румянцев, граф Леонтий Беннигсен, Михаил  Илларионович Кутузов и Александр Васильевич Суворов.

## Выдающиеся военачальники XX века. Первая мировая война
Хотя XX век не дал миру полководцев такого грандиозного масштаба, как Александр Македонский или Наполеон, тем не менее и в это время упоминания заслуживает целый ряд видных военных деятелей. Прежде всего, период Первой мировой войны выдвинул имена целого ряда военачальников различного уровня в ряде стран Европы. А именно:
- в Германии — генерал-полковник Пауль фон Гинденбург (1847—1934), генерал пехоты Эрих Людендорф (1865—1937);
- во Франции — маршал Фердинанд Фош (1851—1929);
- в России — генерал от кавалерии Алексей Брусилов (1853—1926), генерал от инфантерии Лавр Корнилов (1870—1918), генерал-лейтенант Антон Деникин (1872—1947).

## Выдающиеся полководцы XX века. Вторая мировая война

### СССР
- Гео́ргий Константи́нович Жу́ков — советский военачальник, Маршал Советского Союза (1943), Министр обороны СССР (1955—1957). Четырежды Герой Советского Союза, кавалер двух орденов «Победа», множества других советских и иностранных орденов и медалей. В ходе Великой Отечественной войны последовательно занимал должности начальника Генерального штаба Красной Армии, члена Ставки Верховного Главнокомандования, заместителя Верховного Главнокомандующего. 20—31 августа 1939 года провёл успешную операцию по окружению и разгрому группировки японских войск генерала Камацубары на реке Халхин-Гол. В боях на реке Халхин-Гол Г. К. Жуков впервые широко использовал танковые части для решения задачи окружения и уничтожения противника. В январе 1941 года Жуков принял участие в двух штабных играх под общим названием «Наступательная операция фронта с прорывом УР», где показал стратегические и тактические способности, и был выдвинут Сталиным на пост начальника Генерального Штаба.

- Александр Михайлович Василевский (1895—1977) — дважды Герой Советского Союза, дважды кавалер ордена Победа, Маршал Советского Союза, Начальник Генштаба Красной Армии в годы Великой Отечественной войны 1941—1945 годов.

- Константин Константинович Рокоссовский (1896—1968) — советский и польский военачальник, дважды Герой Советского Союза (1944, 1945). Маршал Советского Союза (1944), маршал Польши (1949). Единственный в истории СССР маршал двух стран. Командовал Парадом Победы 24 июня 1945 года на Красной площади в Москве. Один из крупнейших полководцев Второй мировой войны.

- Конев Иван Степанович (16 (28).12.1897 — 21.05.1973) — советский полководец, Маршал Советского Союза (1944), дважды Герой Советского Союза (1944, 1945). В годы Великой Отечественной войны (1941—1945) командовал 19-й армией, войсками Западного, Калининского, Северо-Западного, Степного, 2-го и 1-го Украинских фронтов. Полководческий талант особенно широко раскрылся при руководстве боевыми действиями войск в Смоленском сражении, в битве под Москвой, Курской битве, в Корсунь-Шевченковской, Висло-Одерской, Берлинской операциях.

### Великобритания
- Бернард Монтгомери (1887—1976) — британский фельдмаршал (1944), крупный военачальник Второй мировой войны.

### США
- Дуайт Эйзенхауэр (1890—1969) — генерал армии, главнокомандующий союзными войсками в Европе.
- Дуглас Макартур (1880—1964) — генерал армии, верховный командующий союзными войсками на Тихом океане.
- Джордж Паттон (1885—1945) — генерал армии, один из самых успешных полководцев армии США.

### Германия
- Гудериан, Гейнц Вильгельм — один из пионеров моторизованных способов ведения войны. Имел прозвища: «быстроходный Гейнц», «Гейнц-ураган».
- Эрих фон Манштейн (1887—1973) — генерал-фельдмаршал, имел репутацию выдающегося немецкого стратега.
- Модель, Вальтер — генерал-фельдмаршал. Имел прозвища: «пожарный Гитлера», «гений обороны».
- Эрвин Роммель (1891—1944) — генерал-фельдмаршал. Имел прозвище: «лис пустыни».

### Япония
- Томоюки Ямасита (1885—1946) — генерал, командующий 25-й армии, захвативший Малаккский полуостров и Сингапур.

## Выдающиеся военачальники периода после Второй мировой войны

### Китай
- Пэн Дэхуай (1898—1974) — Маршал КНР, командующий китайскими народными добровольцами в Корейской войне (1950—1953).

### Вьетнам
- Во Нгуен Зяп (1911—2013) — генерал Вьетнамской народной армии, создал регулярную вьетнамскую армию, одержал победу в битве при Дьенбьенфу (1954), министр обороны ДРВ во время войны во Вьетнаме (1957—1975).
- Ван Тьен Зунг (1917—2002) — генерал Вьетнамской народной армии. Спланировал и успешно провёл Весеннее наступление (1975) года, завершившего войну во Вьетнаме.

### Израиль
- Ицхак Рабин (1922—1995) — начальник Генерального Штаба армии обороны Израиля (1964—1968). Под его командованием израильская армия одержала блестящую победу над вооружёнными силами Египта, Сирии и Иордании в Шестидневной войне в июне 1967 года.
- Ариэль Шарон (1928—2014) — генерал-майор, сыграл выдающуюся роль в победе над египетской армией во время Войны Судного дня 1973 года.

### США
- Норман Шварцкопф (1934—2012) — генерал армии, главнокомандующий силами США и европейских стран в войне в Персидском заливе, осуществил операцию «Буря в пустыне» по разгрому иракской армии (1991).

- Томми Фрэнкс (род. 17 июня 1945) — генерал армии, спланировал и осуществил афганскую операцию (2001) и вторжение в Ирак в (2003).